# Pellobunus longipalpus
Pellobunus longipalpus – gatunek kosarza z podrzędu Laniatores i rodziny Samoidae.

## Występowanie
Gatunek wykazany z wyspy Trynidad.